# Adam Ťoupalík
Adam Ťoupalík (9 de mayo de 1996) es un ciclista profesional checo que milita en las filas del conjunto Unibet Tietema Rockets.

## Trayectoria
En 2015, se unió al equipo continental belga BKCP-Powerplus.
Durante el Campeonato Mundial sub-23 de Ciclocrós de 2016, a falta de una vuelta, Adam Ťoupalík levantó los brazos pensando que había ganado, por delante de los belgas Eli Iserbyt y Quinten Hermans[cita requerida]. Hizo un sobreesfuerzo y tardó un tiempo en darse cuenta de que todavía le quedaba una vuelta por recorrer, perdiendo así preciosos segundos. A pesar de todo, consiguió en la última vuelta recuperar el liderato, pero esta vez fue superado en el sprint por Eli Iserbyt[cita requerida].
En 2020, terminó tercero en el Campeonato de la República Checa Contrarreloj y ganó el título de campeón de la República Checa en Ruta unos días después[cita requerida]. Ese año fue seleccionado para representar a su país en el Campeonato Europeo de Ciclismo en Ruta, finalizando noveno en la prueba de ruta.
Su hermano menor Jakub también es ciclista.

## Palmarés

### Ciclocrós
2015
- Campeonato de la República Checa de Ciclocrós

2016
- 3.º en el Campeonato de la República Checa de Ciclocrós
- 2.º en el Campeonato Mundial sub-23 de Ciclocrós

2018
- 3.º en el Campeonato de la República Checa de Ciclocrós

2022
- 3.º en el Campeonato de la República Checa de Ciclocrós

### Ruta
2018
- 1 etapa de la Arctic Race de Noruega

2019
- Tour de Sebnitz

2020
- 3.º en el Campeonato de la República Checa Contrarreloj
- Campeonato de la República Checa en Ruta

2021
- 3.º en el Campeonato de la República Checa Contrarreloj
- Visegrad 4 Bicycle Race-GP Czech Republic

2022
- 3.º en el Campeonato de la República Checa en Ruta
- Visegrad 4 Bicycle Race-GP Czech Republic
- Visegrad 4 Bicycle Race-GP Hungary

2023
- Trofej Umag-Umag Trophy[1]
- GP Goriska & Vipava Valley
- Visegrad 4 Kerekparverseny
- Visegrad 4 Bicycle Race-GP Czech Republic
- 1 etapa del Tour de la República Checa